# Ступін Сергій Володимирович
Сергій Володимирович Ступін (рос. Сергей Владимирович Ступин; 14 вересня 1979, м. Свердловськ, СРСР) — російський хокеїст, захисник.

## Ігрова кар'єра
Вихованець хокейної школи «Юність» (Єкатеринбург), тренери — А. Мошнов, Л. Грязнов. Виступав за «Кедр» (Новоуральськ), «Керамін» (Мінськ), «Супутник» (Нижній Тагіл), «Автомобіліст» (Єкатеринбург), «Сариарка», «Горняк» (Рудний).
Освіта — вища. Закінчив Уральський державний педагогічний університет.
Дружина — Олена. Доньки — Єлизавета (2008 р.н.) і Марія (2011).

## Досягнення
- Срібний призер чемпіонату Білорусі — 2005.
- Чемпіон ВХЛ — 2014.